# 叛逆航路
『叛逆航路』（Ancillary Justice）は2013年に出版されたアメリカの作家アン・レッキーによるサイエンス・フィクション小説。本作はレッキーのデビュー小説であり、『亡霊星域』（2014年）および『星群艦隊』（2015年）と続くラドチ帝国スペースオペラ三部作の一作目である。本作は、裏切り行為によって破壊された宇宙船の唯一の生き残りであるとともに、船の人工意識の受け皿でもあり文明の支配者に対する復讐を求めるブレクの物語である。英語版の表紙はジョン・ハリス（日本語版は鈴木康士）。
『叛逆航路』は批評家から称賛をもって迎えられ、ヒューゴー賞、ネビュラ賞、英国SF協会賞、アーサー・C・クラーク賞およびローカス賞 第一長編部門を受賞した。本作はヒューゴー、ネビュラ、アーサー・C・クラークの各賞を同時に受賞した唯一の小説である。
別の小説である『動乱星系』（2017年）と、"Night's Slow Poison" および "She Commands Me and I Obey" の短篇2編も同じ架空世界を舞台にしている。

## 設定と概要
『叛逆航路』は、拡張主義的なラドチ帝国が人類宇宙の筆頭勢力である数千年先の未来を舞台にしたスペースオペラである。帝国は、人間の身体（「属躰（アンシラリー）」）を兵士として使うために制御している、人工知能によって制御される宇宙船を使用している。ラドチャーイは人々を性別で区別しておらず、これをレッキーはすべての登場人物に女性人称代名詞を使用するとともに、性別が明白な代名詞がある言語を使う必要がある場面でラドチャーイの主人公に誤った推測をさせることで表現している。
物語はラドチの宇宙船 <トーレンの正義> が行方不明になった20年後に、唯一の生き残りの属躰（そして、 <トーレンの正義> の意識の断片）であるブレクが1000年前の <トーレンの正義> の副官である将校セイヴァーデンと出会うところから始まる。二人は氷の惑星におり、セイヴァーデンはあてにならない状態である。筋書きは、ブレクの「現在」の <トーレンの正義> の破壊に対する正義の探求と、 <トーレンの正義> が公式にラドチ帝国に併合される惑星シスウルナ軌道上にいた19年前のフラッシュバックを行き来する。読者は最終的に <トーレンの正義> の破壊は、広大な帝国を支配するために複数の同期させた身体を使用しているラドチ皇帝アナーンダ・ミアナーイの意識の対立する二つの陣営の秘密の戦いの結果であることを知る。小説の終わりで、ブレクは自分の復讐を実行する機会を待つ間、より平和的な傾向のアナーンダ・ミアナーイと手を組む。

## 批評家の反応
本作は広く評価されて認められたが、批判的な反応もあった。ローカス誌でのラッセル・レトソンの書評では、イアン・M・バンクスの Use of Weapons を彷彿とさせる、過去と現在のいくつかの流れを織り交ぜたレッキーの小説の意欲的な構成と、バンクス、アーシュラ・K・ル＝グウィン、C.J.チェリイらが確立した、近年のスペースオペラの比喩表現への取り組みが評価されている。そしてレトソンは「これは入門用SFではなく、それだけに見返りも大きい」と結論付けている。
NPR向けに書いているジュヌヴィエーヴ・ヴァレンタインの意見では、「安心感のある、魅力的でスタイリッシュ」な小説は、巨視的な帝国の物語としても、微視的な登場人物の描き方でも成功している。en:Tor.comのリズ・バークはレッキーの世界構築と「もっともすぐれたスリラー著作のように、前向きな推進力があって、明晰で力強い」筆致を称賛し、『叛逆航路』は「非常に面白い小説でも、概念的で野心的な小説でもある」と結論付けている。
Arc でのニーナ・アランの書評はいささか批判的であり、この小説には「怠惰、皮肉、あるいは特に商業主義的なものはない」としながらも、その特性を批判し、スペースオペラの比喩の無批判な採用や、それが伝える「失望するほど単純な」考え（例えば、帝国が悪だというような）によって、『叛逆航路』は「古いタイプのSF小説、ジャンル規範のあくなき再録で部外者にとっては多少なりとも不可解なものになっている」と考えている

## テレビ制作
本作は2014年10月に制作会社のFabrikとフォックス21 テレビジョン・スタジオによってテレビ向けの映像化権が取得された。レッキーはプロデューサーがジェンダーにとらわれない、肌の黒いラドチャーイのキャラクターを映像媒体でどう表現するかという自身の懸念に前向きに応えてくれたと書いている。